# Jack Lauterwasser
John Jacob „Jack” Lauterwasser (ur. 4 czerwca 1904 w Londynie, zm. 2 lutego 2003 w Bath) – brytyjski kolarz szosowy, srebrny medalista olimpijski.

## Kariera
Jack Lauterwasser urodził się w Londynie jako syn emigranta z Bawarii. Największy sukces w karierze osiągnął w 1928 roku, kiedy wspólnie z Frankiem Southallem i Johnem Middletonem zdobył srebrny medal w drużynowej jeździe na czas podczas igrzysk olimpijskich w Amsterdamie. Był to jedyny medal wywalczony przez Lauterwassera na międzynarodowej imprezie tej rangi. Na tych samych igrzyskach w rywalizacji indywidualnej został sklasyfikowany na piątej pozycji. Nigdy nie zdobył medalu na szosowych mistrzostwach świata.